# 楊巧雙
楊巧雙（1979年1月9日—），馬來西亞政治人物，現任馬來西亞青年與體育部部長，前任婦女部副部長，民主行動黨黨員，目前是吉隆坡泗岩沫國會議員，曾經於2013年至2018年擔任雪蘭莪州議會議長兼梳邦再也州議員。

## 政治生涯
楊巧雙出生于雪兰莪州梳邦再也，其父亲为出生于太平的华社文青杨国泰，为家中长女并有3个弟妹。她自幼受英文教育，於1986年起於SS14的斯里梳邦再也國小、SS19區國小和阿松大女中完成中小學教育，通曉馬來語，粵語（廣東話），也因此不諳華語。
2007年初她加入民主行動黨，隔年1月5日和印度裔的拉曼詹德蘭結婚，并育有两女。杨巧双在当选为议员前曾称会将焦點關注梳邦再也地區基礎設施建設和發展，社區安全、衛生、綠化，公共交通線路規劃，随后在馬來西亞第十二屆全國大選中代表民联獲得23,459票，並以13,851多數票大勝國陣馬華公会的王鐘璇。
2013年大选后，杨巧双接替行动党雪州主席邓章钦成为雪兰莪州议会议长，也是马来西亚首名女议长，同时也是首名华裔女议长和最年轻的州议会议长（34岁）。2018年馬來西亞第十四屆全國大選，她以45,702張多數票，成功為希盟行动党守住转攻甲洞的林立迎的泗岩沫選區，当选为該區的國會議員。

## 争议与事件
2020年6月17日，马来西亚皇家警察以3月9日杨巧双涉嫌在推特上以童婚问题批评现任妇女、家庭及社会发展部副部长茜蒂再拉“妇女部副部长人选是伊斯兰党，那么这会让童婚现象越发猖獗。这是伊斯兰人的疾病，这很不文明。”的发言被人举报，遭警方援引煽动法令、1998年通讯及多媒体法令和刑事法典第505条文（危害公众之蓄意煽动、或可能煽动任何群体或种族对任何其他群体或种族进行犯罪者）展开调查。但是，杨巧双驳斥是有人冒用其名义和盗用肖象制作海报发布相关煽动性言论，企图诬衊她。引起在野党联盟质疑现任执政党国民联盟利用警方对联邦国会议员进行政治恐吓，但警方发言人对此否认，表示只是依法办案。7月11日，全国总警长阿都哈密·巴多尔表示，警方鉴定有关海报的网站后，证实而非来自杨巧双的推特与脸书帐号。一名涉嫌以Hannah Yeoh（也是杨巧双洋名）为名发布相关言论的脸书用户已被警方传召问话。
2023年3月，杨巧双领导下的青年及体育部推行的「Jom Ziarah」宗教场所学习活动计划引起争议，她被指控资助非政府组织邀请穆斯林青年到访教堂或其他非穆斯林宗教场所。
2024年5月，雪州行政议员黄思汉接受采访东方日报采访称，亚洲移动通信被选为巴生谷电召客货车计划的其中两家公司之一，而该公司的CEO则是杨巧双的丈夫拉曼詹德兰。相关消息公布后，该公司便被质疑在招标过程中享有特殊待遇，引发争议。5月29日马来西亚政府发言人兼通讯部长法米回应称，青年及体育部长杨巧双丈夫担任首席执行员的亚洲移动通信私人有限公司已获陆路公共交通机构（APAD）发出的执照进行技术验证，但尚未授予任何合约。。

## 轶事
2022年10月13日，杨巧双和巫统女青年团长扎希达因吉打州行政议员苏拉雅貌似“前首相夫人罗斯玛·曼梳”而杠上。杨巧双在推特针对巫统吉打州行政议员苏拉雅突然请辞的新闻，发表一句“快速扫了一眼，以为是罗斯玛，想知道她在吉打州做什么”引来扎希达的严厉炮轰。扎希达抨击杨巧双作为一名人民代议士兼希盟前副部长级别的人，是“以貌羞辱”（Face Shamming）他人，同时也促请选民在来临的第十五届全国大选，通过选票来惩罚行动党。
对于扎希达的批评，杨巧双迅速回应及强调自己不曾“以貌羞辱”罗斯玛。他说：“你好，扎希达，我从未‘羞辱’罗斯玛；如果有其他人看起来像罗斯玛、纳吉·阿都拉萨或扎希达，有什么问题？ 我不明白为什么有人看起来像罗斯玛一样，巫统会生气。”“若根据巫统女青年团和青年团的逻辑，我说其他女人看来跟罗斯玛一样是无礼的话，那好吧，我撤回‘苏拉雅的脸看来和罗斯玛很像’的这条推文，我不想延长这个课题。”

## 选举成绩
| 年份 | 选区               | 候选人 | 候选人               | 得票数 | 得票率 | 竞选对手           | 竞选对手                   | 得票数 | 得票率 | 总票数 | 多数票 | 投票率 |
| ---- | ------------------ | ------ | -------------------- | ------ | ------ | ------------------ | -------------------------- | ------ | ------ | ------ | ------ | ------ |
| 2018 | 吉隆坡 P117 泗岩沫 |        | 杨巧双（民主行动党） | 53,124 | 82.07% |                    | 罗格巴拉莫汉（人民进步党） | 7,422  | 11.47% | 77,956 | 45,702 | 83.72% |
| 2018 | 吉隆坡 P117 泗岩沫 |        | 杨巧双（民主行动党） | 53,124 | 82.07% | 莫哈末索礼（伊党） | 4,181                      | 6.46%  |        | 77,956 | 45,702 | 83.72% |
| 2022 | 吉隆坡 P117 泗岩沫 |        | 杨巧双（民主行动党） | 68,438 | 80.05% |                    | 帕巴卡蓝（民政党）         | 8,754  | 10.24% | 85,491 | 59,684 | 71.45% |
| 2022 | 吉隆坡 P117 泗岩沫 |        | 杨巧双（民主行动党） | 68,438 | 80.05% | 林世进（马华公会） | 8,304                      | 9.71%  |        | 85,491 | 59,684 | 71.45% |

| 年份 | 选区         | 候选人 | 候选人               | 得票数 | 得票率 | 竞选对手 | 竞选对手           | 得票数 | 得票率 | 总票数 | 多数票 | 投票率 |
| ---- | ------------ | ------ | -------------------- | ------ | ------ | -------- | ------------------ | ------ | ------ | ------ | ------ | ------ |
| 2008 | N31 梳邦再也 |        | 杨巧双（民主行动党） | 23,459 | 70.94% |          | 王钟璇（马华公会） | 9,608  | 29.06% | 33,067 | 13,851 | 79.31% |
| 2013 | N31 梳邦再也 |        | 杨巧双（民主行动党） | 40,366 | 76.09% |          | 颜明福（马华公会） | 12,297 | 23.17% | 53,052 | 28,069 | 86.20% |

## 家人
曾祖杨赏高
- 祖父杨妈富（1913年—1970年）于1940年任南侨机工，在中国云南下关（今大理）娶赵桃贞（白族，1912年—1984年）：
  - 伯父杨国良（1941年—？，已逝）[26]
  - 姑姑杨梅辉（1945年—）
  - 父亲杨国泰（1948年—）娶童春荔[26]
    - 杨巧双（1979年—）2008年嫁拉玛占德兰（马来西亚泰米尔人牧师）[26][27]
      - 女儿蓝雪儿（2012年—）[28]
      - 女儿蓝洁女（2014年—）[28]

    - 两名妹妹：杨巧薇（1979年—）及杨韵印（1982年—）[29][30]
    - 弟弟杨侃智（1981年—）[29]

  - 叔叔（1948年之后—2013年之后，已逝）[26][30]

叔曾祖：杨石高、杨佛高

外曾祖父：赵天成（跌打中医）娶杨容安